# Ely (Minnesota)
Ely – miasto w Stanach Zjednoczonych, w stanie Minnesota, w hrabstwie St. Louis.